# Liste des maires de Meylan
Cet article dresse une liste par ordre de mandat des maires de Meylan.

## Liste des maires
| Période                                  | Période      | Identité                         | Étiquette            | Qualité |
| ---------------------------------------- | ------------ | -------------------------------- | -------------------- | --- |
| 1790                                     | 1792         | Claude Giraud de Bruchet         |                      | |
| 1792                                     | 1795         | Antoine Prie                     |                      | |
| 1795                                     | 1797         | Sébastien Menon                  |                      | |
| 1797                                     | 1800         | Marc Teste                       |                      | |
| 1800                                     | 1800         | Hugues Antoine Pison Duverney    |                      | |
| 1800                                     | 1812         | Michel Gérard                    |                      | |
| 1812                                     | 1815         | Joseph Vincent Ferrier de Montal |                      | |
| 1813                                     | 1815         | Nicolas Marmion                  |                      | Avocat |
| 1815                                     | 1830         | Melchior Pierre Gérard           |                      | |
| 1830                                     | 1847         | Léon Roman                       |                      | |
| Les données manquantes sont à compléter. |              |                                  |                      | |
| 1874                                     | 1878         | Ernest Bouvier de Fontanille     |                      | Propriétaire de domaine |
| 1878                                     | 1884         | Hippolyte Navizet                |                      | |
| 1884                                     | 1889         | Alcide Thouvard                  |                      | Entrepreneur en travaux publics |
| Les données manquantes sont à compléter. |              |                                  |                      | |
| 1896                                     | 1911         | Alcide Thouvard                  |                      | Entrepreneur en travaux publics |
| novembre 1911                            | mai 1923     | Lionel Colas des Francs          |                      | Militaire |
| Les données manquantes sont à compléter. |              |                                  |                      | |
| 1929                                     | 1940         | Léon Jail                        |                      | Conducteur de travaux |
| 1940                                     | 1944         | André Guilloud                   |                      | Agriculteur |
| 1944                                     | 1946         | Rémy Seyssel                     |                      | Instituteur |
| 1946                                     | 1947         | Henri Fugier                     |                      | |
| Les données manquantes sont à compléter. |              |                                  |                      | |
| 1959                                     | 1971         | Gabriel Silvy                    |                      | |
| 1971                                     | 1983         | François Gillet                  | GAM                  | |
| 1983                                     | 1995         | Guy-Pierre Cabanel               | UDF-PRV              | Conseiller général de Meylan (1982-2008) Conseiller régional de Rhône-Alpes Député Sénateur |
| 1995                                     | 2001         | Jean-Xavier Boucherle            | PS                   | |
| 2001                                     | 2015,        | Marie-Christine Tardy            | RPR puis UMP puis LR | Conseillère régionale de Rhône-Alpes condamnée pour prise illégale d'intérêts le 5 avril 2016 par le Tribunal Correctionnel de Grenoble à 18 mois de prison avec sursis et 5 ans d'inéligibilité |
| 24 septembre 2015,                       | octobre 2017 | Damien Guiguet                   | MRSL                 | Conseiller municipal (2017-2020) 3e adjoint au maire (-2015) |
| octobre 2017                             | octobre 2017 | Jean-Claude Peyrin               | LR                   | Conseiller municipal (2017-2020) 1er adjoint au maire Conseiller général de Meylan (2008-2015) Conseiller départemental de Meylan (2015-)                                                        |
| octobre 2017                             | juillet 2020 | Jean-Philippe Blanc              | LR                   | Conseiller municipal (2011-2020) |
| juillet 2020                             | en cours     | Philippe Cardin                  | DVG                  | Conseiller municipal Meylan (2008-) Conseiller Grenoble-Alpes Métropole (2014-) |